# Barrage Barbara
Le barrage Barbara (arabe : سد بربرة) ou barrage Zouitina est un barrage tunisien inauguré en 1999 sur l'oued Barbara, à quinze kilomètres au sud-ouest d'Aïn Draham. Le barrage a une capacité de 200 millions de mètres cubes.
L'apport annuel moyen se monte à 74,528 millions de mètres cubes. L'eau du réservoir est principalement destinée à l'eau potable. L'ouvrage est interconnecté avec le barrage de Sidi Salem à travers le barrage de Bou Heurtma.